# Rianne Guichelaar
Rianne Guichelaar, née le 16 août 1983 à Enschede, est une poloïste internationale néerlandaise. Elle remporte la médaille d'or lors Jeux olympiques d'été de 2008 avec l'équipe des Pays-Bas.

## Palmarès

### En sélection
- Pays-Bas
  - Jeux olympiques :
    - Médaille d'or : 2008.

  - Championnat d'Europe :
    - Troisième : 2010.